# 田尾壱良
田尾 壱良（たお いちりょう、1927年10月27日 - 2011年4月28日）は、香川県の郷土刀研究者、銃砲刀剣類登録審査員、彫金作家。社会生活においては「壱良」の漢字を使用したが、彫金作品には「一良」「壹良」なども使っている。戸籍上は「壹良」。刀身彫りのほか、鍔や目貫などの刀装具を多く制作した。

## 来歴
1927年（昭和2年）10月27日、香川県善通寺市に田尾織之助、ツヤの長男として生まれる。織之助の父母、弥之助とトミは明治35〜36年頃から昭和2年頃まで善通寺市中通り2丁目で金物店を営んでいた。当時、田尾金物店は善通寺一大きい店であった。織之助は銀行員だったが、昭和初期の世界的な恐慌と国内の不況で銀行が倒産し失業。ツヤが呉服店を営み生活を支えた。
香川県立多度津工業学校（現・香川県立多度津高等学校）応用化学科で勉学中の1944年、海軍飛行予科練習生に志願し、福岡海軍航空隊周船寺分隊に所属した。終戦と同時に航空隊は閉隊され、間もなく善通寺へ帰った。途中、原爆投下後で焼け野原になっている広島市内を汽車の窓から見て愕然とした。帰郷後復学し、約半年後の1946年3月卒業。1946年4月、郵政省簡易保険局に就職。1954年2月、大川始子と結婚。1955年1月、長女悦子誕生。1961年11月、次女玲子誕生。
1955年、職場が善通寺から高松市に移転した（高松地方簡易保険局）。これに伴い、高松市へ転居。勤務の余暇に、市立美術館で月1回開かれていた彫塑研究会に参加し、木彫、石膏像など彫塑を学ぶ。県展に出品し始め、1964年、彫塑（石膏像）「裸婦」で県教育委員会賞、など4回受賞。香川を代表する彫刻家、新田藤太郎に師事し大きく影響を受け、彫塑から美術刀剣へと趣味の幅を広げる。1968年9月『郷土刀の研究』を上梓。
1972年10月、刀装具を作製したいという希望を抱き、高松市丸亀町宮脇書店２階にあった「赤松彫金教室」に入門した。師の赤松義弘（1912-1994）は東京美術学校（現・東京藝大）卒、高松工芸高校で金工科の教師でもあった（1943-1969）。赤松の師、清水亀蔵（南山）（1875-1948）は、海野勝珉（1844-1915）から指導を受けており、壱良は江戸時代からの製作要領の流れをくむ彫金技法を学べるという絶好の機会を得た。
1989年から1992年にかけて、土屋安親（1670-1744 江戸中期の刀装具作家）の鍔作品、たとえば「月に兎図鍔」などの忠実な模刻を手がける。鍔表面には本作と同じく「安親」の銘を刻み、裏面に「高松住一良模刻」と彫ってある。
1980年頃から2007年まで、本業（郵政職員）の傍ら、嘱託で香川県教育委員会銃砲刀剣類登録審査員を務めた。1994年の登録審査会に「久米栄左ヱ門作　鋼輪仕立短銃 文化九申五月中旬造之　久米製在銘」と墨書された杉箱と共に、18センチほどの短銃が持ち込まれ、壱良が鑑定した。壱良は文化9（1812）年、讃岐の銃砲発明開発者、久米通賢（久米栄左衛門）が作ったものと鑑定した。1994〜1998年にかけて壱良は久米栄左衛門の銃開発について研究し、論文を発表した。1995年11月30日、香川県立ミュージアムに「青貝微塵塗鞘および大小拵」を寄託。
2005年10月『郷土刀の研究（増補 改訂版）』を刊行。2008年5月3日、香川県銃砲刀剣類登録審査員として文化財保護に寄与した功績により、香川県知事表彰。2009年10月30日、地域文化功労者文部科学大臣表彰。